# 石英晶体谐振器

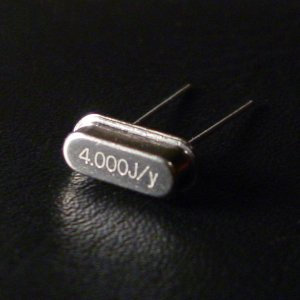
一個小型的4 MHz石英晶體，包在HC-49U/S氣密封裝內，可用作石英振盪電路的諧振器

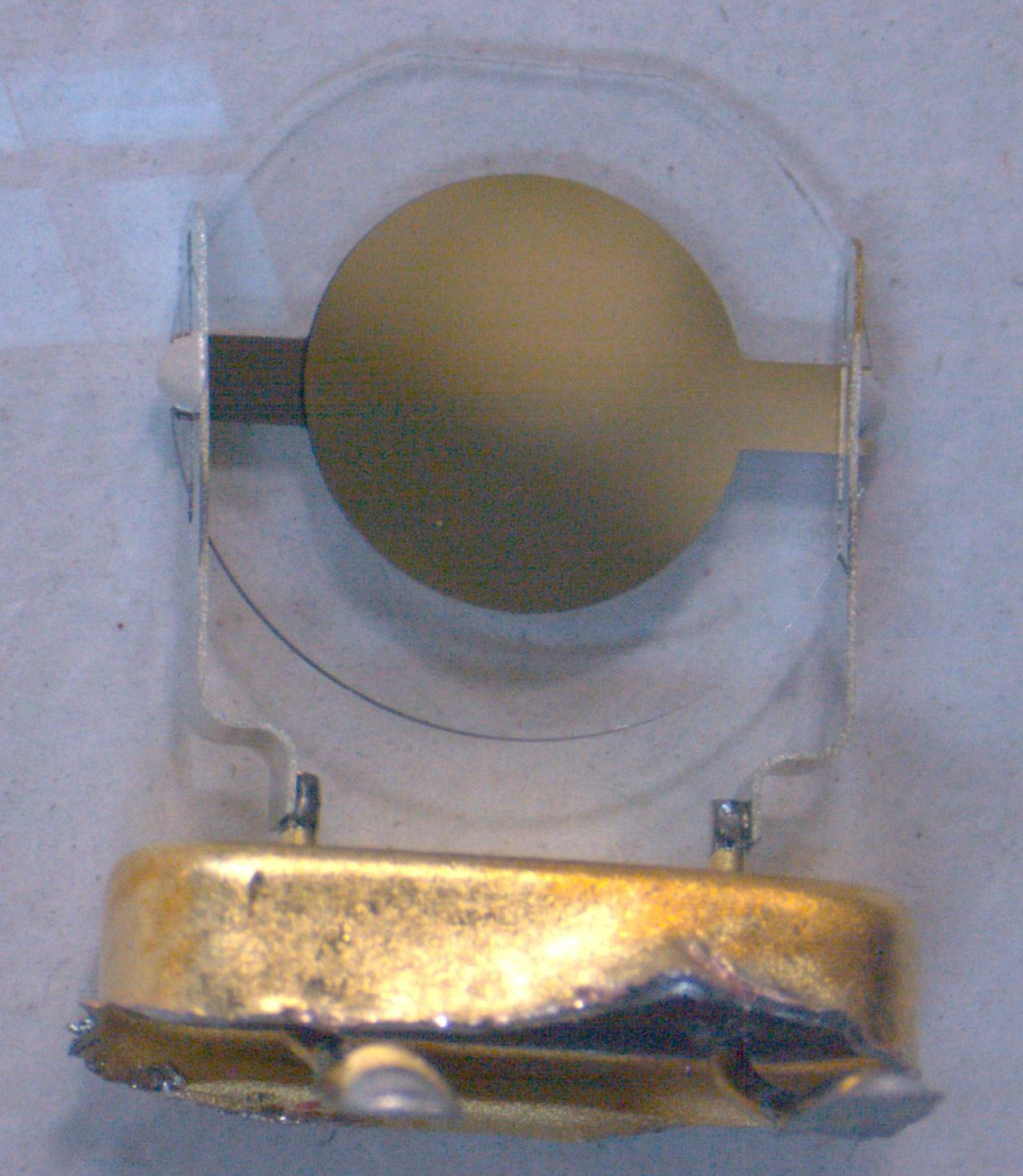
除去外殼的石英振盪晶體，可以看見內部的透明石英片與上面所鍍的金屬電極

石英晶体谐振器（英文quartz crystal unit或quartz crystal resonator），或晶体振荡器（英文crystal oscillator），简写为晶振，英文简写为Xtal或X'tal（或全大写），简称石英晶体或晶振，是利用石英晶體（又稱水晶）的壓電效應，用來產生高精度振盪頻率的一種電子元件，屬於被動元件。該元件主要由石英晶片、基座、外壳、银胶、银等成分组成。根据引线状况可分为直插（有引线）与表面贴装（无引线）两种类型。現在常見的主要封装型号有HC-49U、HC-49/S、GLASS、UM-1、UM-4、UM-5与SMD。

## 歷史
壓電效應是由雅克·居里與皮埃爾·居里於1880年發現。保羅·朗之萬在第一次世界大戰期間首先探討了石英諧振器在聲納上的應用。第一個由晶體控制的電子式振盪器，則是在1917年使用羅謝爾鹽所作成，並於1918年由貝爾電話實驗室的Alexander M. Nicholson取得專利，雖然與同時申請專利的Walter Guyton Cady曾有過爭議。 
Cady於1921年製作了第一個石英晶體振盪器。對於石英晶體振盪器的其他早期創新有貢獻的還有皮爾斯（G. W. Pierce）與Louis Essen。

石英晶體的振盪模式

## 工作原理
晶體是指其中的原子、分子、或離子以規則、重複的模式朝各方向延伸的一種固體。
晶體與幾乎所有的彈性物質都具有自然共振頻率，透過適當的傳感器可加以利用。例如鋼鐵具有良好彈性、音速快，在石英晶體大量應用以前，鋼鐵被用作機械式濾波器。共振頻率取決於晶體的尺寸、形狀、彈性、與物質內的音速。高頻用的晶體通常是切成簡單的形狀，如方形片狀。典型的低頻用晶體則常切成音叉形，例如手錶所使用的。如不需要太高的精確度，則也可以使用陶瓷諧振器取代石英晶體諧振器。
運用石英晶體上的電極對一顆被適當切割並安置的石英晶體施以電場時，晶體會產生變形。這就是逆壓電效應。當外加電場移除時，石英晶體會恢復原狀並發出電場，因而在電極上產生電壓。這樣的特性造成石英晶體在電路中的行為，類似於某種電感器、電容器、與電阻器所組合成的RLC电路。組合中的電感電容諧振頻率則反映了石英晶體的實體共振頻率。
石英晶體的優點是在溫度變化時，影響震盪頻率的彈性係數與尺寸變化輕微，因而在頻率特性上表現穩定。共振的特性還取決於振動模式與石英的切割角度（相對於晶軸而言），目前常用的是AT切割，它的振盪是厚度剪切（thickness shear）振盪模式。此外，在需要高精密度與穩定性的嚴格場合，石英晶體的溫度會被監測、用以隨時修正誤差，若需要更低誤差、則會放置於恆溫箱與吸振容器內，以防止外部溫度與震動的干擾。

石英晶體的電路符號與等效電路

## 石英的材料與晶體片構造

### 石英材料
最初使用的是天然石英晶體，但現在以透過水熱合成法生長的合成單晶石英占主導地位，因為它具有更高的純度、更低的成本和更方便的處理。

### 切割方式

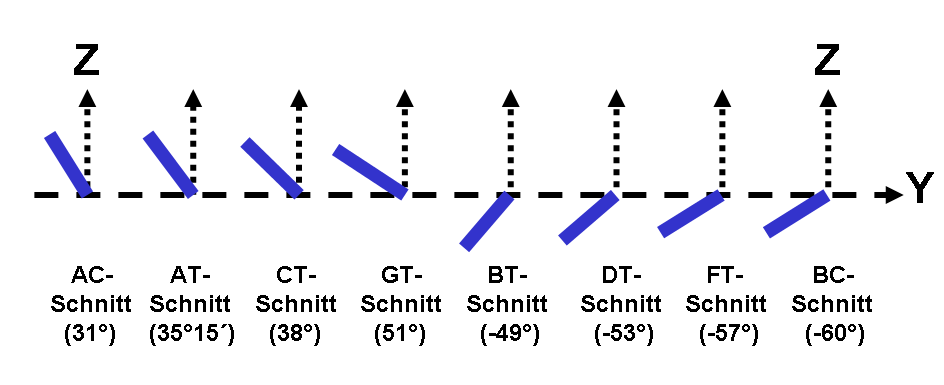
各種切割方式的比較，X軸視角

常見的石英晶體切割方式
AT 切割
這是現今使用最為廣泛的切割方式，切割角度為X軸平行、由Z軸旋轉35°15′。與早期的X切割、Y切割等方式相比，AT切割的振盪穩定，頻率温度特性優良。此切割方式是由日本的古賀逸策博士與高木昇博士在1933年提出，當時稱為 R1 切割。
AT切割的振盪頻率可依下列公式計算:
f ＝ 1.661 n/ｔ
(f=振盪頻率，單位: MHz；n=泛音倍數；t=厚度，單位: ㎜)。
SC 切割
SC 的名稱源自 stress compensated, 意指：應力補償。
這是 1974 年發展出的新型雙旋轉角度切割方式（35°15′ 和 21°54′），主要應用於具有低相位雜訊和良好老化特性的恆溫穩定振盪器，改善了 AT 切割在溫度快速變化時引起的頻率波動（溫度特性）。
BT 切割
z 軸轉 -49°切割，當時稱為 R2 切割。温度特性精度遜於 AT 切割，目前不再使用
其他切割方式：CT 切割、DT 切割、IT 切割、等等。

## 分析模型

### 電氣模型
在電氣網路中，石英晶體可以轉換成一組RLC等效電路，以利分析。這一電路模型有兩個頻率接近但特性不同的共振點：低阻抗的串聯共振點與高阻抗的並聯共振點。運用拉普拉斯轉換，該等效電路網路的阻抗可以寫成以下數學式：
{\displaystyle Z(s)=\left({{\frac {1}{s\cdot C_{1}}}+s\cdot L_{1}+R_{1}}\right)//\left({\frac {1}{s\cdot C_{0}}}\right)}
或
{\displaystyle Z(s)={\frac {s^{2}+s{\frac {R_{1}}{L_{1}}}+{\omega _{s}}^{2}}{(s\cdot C_{0})[s^{2}+s{\frac {R_{1}}{L_{1}}}+{\omega _{p}}^{2}]}}}
{\displaystyle \Rightarrow \omega _{s}={\frac {1}{\sqrt {L_{1}\cdot C_{1}}}}}
{\displaystyle \quad \omega _{p}={\sqrt {\frac {C_{1}+C_{0}}{L_{1}\cdot C_{1}\cdot C_{0}}}}=\omega _{s}{\sqrt {1+{\frac {C_{1}}{C_{0}}}}}\approx \omega _{s}\left(1+{\frac {C_{1}}{2C_{0}}}\right)\quad ,\quad (C_{0}\gg C_{1})}
其中s是複數頻率（{\displaystyle s=j\omega } )，
{\displaystyle \omega _{s}}是串聯共振頻率，{\displaystyle \omega _{p}}是並聯共振頻率，以上頻率單位都是弳/每秒（弧度/秒，rad/s）
在晶體兩端並聯上額外的並聯電容器會使並聯後的整體共振頻率降低，因此，石英晶體廠商在製作並測量石英晶體的並聯共振頻率時，會在特定的並聯電容值（稱為負載電容）下進行測試。如使用較小的電容值，振盪頻率會比規格高，反之比規格低。這一特性也可以用來微調振盪頻率。

### 共振模式
石英晶體提供了兩種共振模式，由C1與L1構成的串聯共振，與由C0、C1與L1構成的並聯共振。
對於一般的MHz級石英晶體而言，串聯共振頻率一般會比並聯共振頻率低若干KHz。頻率在30 MHz以下的石英晶體，通常工作時的頻率處於串聯共振頻率與並聯共振頻率之間，此時石英晶體呈現電感性阻抗。因為，外部電路上的電容會把電路的振盪頻率拉低一些。在設計石英晶體振盪電路時，也應令電路上的雜散電容與外加電容合計値與晶體廠商使用的負載電容值相同，振盪頻率才會準確符合廠商的規格。
頻率在30 MHz以上（到200 MHz）的石英晶體，通常工作於串聯共振模式，工作時的阻抗處於最低點，相當於Rs。此種晶體通常標示串聯電阻（< 100 Ω）而非並聯負載電容。為了達到高的振盪頻率，石英晶體會振盪在它的一個諧波頻率上，此諧波頻率是基頻的整數倍。因爲偶數次諧波會使得晶體內電場互相抵消，只有奇數次諧波可以利用，例如3倍、5倍、與7倍的泛音晶體。要達到所要的振盪頻率，振盪電路上會加入額外的電容器與電感器，以選擇出所需的頻率。

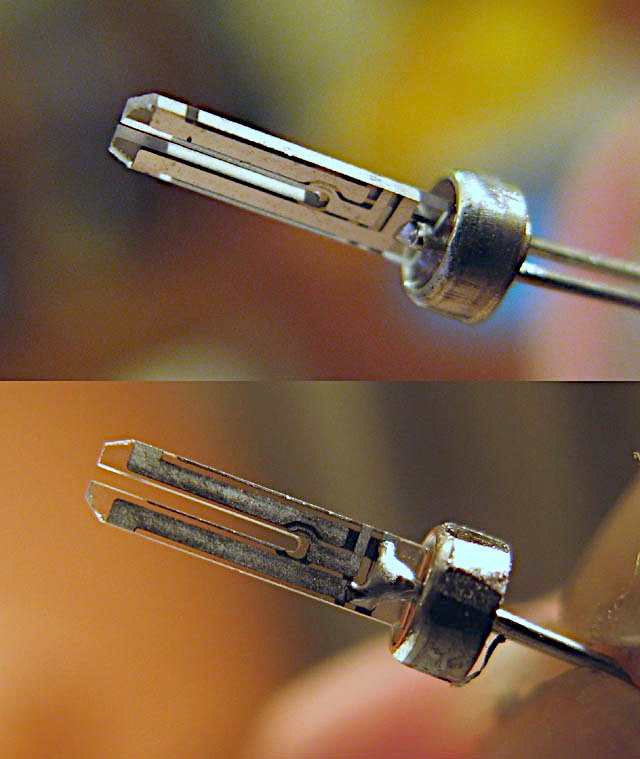
音叉晶體

### 溫度效應
石英晶體的頻率特性取決於形狀或切割方式。音叉型晶體通常會切割成溫度特性是以25℃為中心的拋物線。這意味著，音叉晶體振盪器在室溫下產生的共振頻率接近其目標頻率，當溫度或增加或減少時頻率都會降低。頻率-溫度曲線為拋物線的常見32.768千赫音叉晶體的溫度係數是負百萬分之0.04/℃²。
{\displaystyle f=f_{0}[1-0.04\ {\mbox{ppm}}(T-T_{0})^{2}]}
也就是說，如不考慮製作誤差，以這種石英晶體控制頻率的時鐘，如運作在比室溫低10°C的環境下，每年會比運作在室溫下慢2分鐘；如運作在比室溫低攝氏20°C的環境下，則每年會比運作在室溫下慢8分鐘。

## 电路符号与种类
內含石英諧振晶體的電子元件可分兩大類：

石英晶體或其他壓電晶體諧振器的電路符號

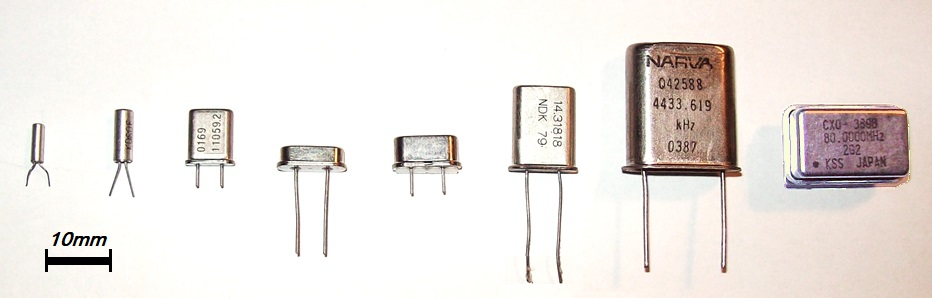
各式石英晶體外觀，最右側一個是石英晶體振盪器模組

- 石英晶體（crystal或Xtal）是石英晶片加上電極與外殼封裝。也稱石英振盪子或石英晶體諧振器（crystal resonator）。這是單純石英晶體被動元件，不含主動元件，需搭配外加電路才會產生振盪。這是被動（無源）元件，在大陸又稱它無源晶振（含義：被動式石英晶體振盪器）。石英晶體通常是兩支接腳的電子元件。

- 石英晶體振盪器（crystal oscillator，簡寫OSC或XO）是指內含石英晶體與振盪電路的模組，需要電源，可直接產生振盪訊號輸出。因內含主動電子元件，整個模組也屬主動元件，在大陸又稱它有源晶振。石英振盪器通常是四支接腳的電子元件，其中兩支為電源，一支為振盪訊號輸出，另一支為空腳或控制用。

### 零件代號與電路符號
依據IEEE Std 315-1975與ANSI Y32.2-1975規範，石英晶體在電路圖中屬於Y類，零件編號應以Y開頭，例如Y1, Y2等。但有時也會被標成X1, X2或XTAL；振盪器在電路圖中屬於G類，零件編號應以G開頭，但實務上也會被標成XO或OSC等。建議仍應依照規範命名為宜。

### 石英震盪器的種類
石英晶體振盪器模組較常見有以下種類：
- XO :一般型（Crystal oscillator）
- TCXO :溫度補償型（Temperature compensated crystal oscillator）
- OCXO :恆溫型（Oven-controlled crystal oscillator）
- VCXO :電壓控制型（Voltage-controlled crystal oscillator）

## 常見頻率
- 32.768kHz = 215,容易除頻到1Hz,廣泛用於石英鐘錶、產品內的實時時鐘
- 3.58MHz（只取到小數二位）美規類比彩色電視系統（NTSC）的色彩副載波頻率，因彩色電視機的使用而大量生產，因此容易取得且價格便宜，後也被許多其他設備廣泛採用，例如双音多频的電話機等等
- 4MHZ常用整數頻率
- 8MHz
- 10MHz用於標準頻率
- 11.0592MHz = 115,200×96 = 1.8432MHz×6，便於精確產生UART工作頻率，且正好是原始的8051 微控制器工作頻率上限
- 12MHz
- 14.318MHz（只取到小數三位）美規NTSC彩色電視的色彩副載波頻率的四倍，早期採用原因是便於產生彩色電視信號且又可兼供其他部分使用，例如Apple II與原始IBM PC，後因容易取得而獲廣泛採用
- 16MHz
- 20MHz
- 22.1184MHz

## 附註與參考資料
1. ↑  Nicholson, Alexander M. . US Patent No. 2212845. Online patent database, US Patent and Trademark Office.   [2010-10-16]. （原始内容存档于2007-12-30）. 外部链接存在于|publisher= (帮助), filed April 10, 1918, granted August 27, 1940
2. ↑  Bottom, Virgil E. . . IEEE. 1981  [2010-10-16]. （原始内容存档于2010-11-24）.
3. ↑  Marrison, Warren. . Bell System Technical Journal (AT&T). 1948, 27: 510–588. （原始内容存档于2011-07-17）.
4. ↑  伊賀健一・西原明法.  (PDF). 東京工業大学博物館.   [2024-12-15].
5. ↑  古賀 逸策, 高木 昇. . 電氣學會雜誌. 昭和八年12月, 53 (545): 1141  [2024-12-15]. doi:10.11526/ieejjournal1888.53.545_1141.
6. ↑  Jerry A. Lichter. . NEL Frequency Controls Inc. Application Note JL9113 Rev. C.   [2024-12-15].
7. ↑  図解入門よくわかる最新電波と周波数の基本と仕組み[第2版]  96p
8. ↑  これだけ!電波と周波数
著者: 吉村和昭、倉持内武 205p
9. ↑  Interfacial Electrochemistry: Theory: Experiment, and Applications 著者: Andrzej Wieckowski 600p
10. ↑  図解入門よくわかる最新電波と周波数の基本と仕組み[第2版]  107p
11. ↑  Design Wave Magazine 2007 February 105p
12. ↑  {\displaystyle \omega } = {\displaystyle 2\pi f} ,( 頻率{\displaystyle f}的單位是1/秒，即Hz )